# Самары-Ореховые
Самары-Ореховые (укр. Самари-Оріхові) — село в Самаровской сельской общине Ковельского района Волынской области Украины.
До 2020 года входило в Ратновский район.
Код КОАТУУ — 0724287101. Население по переписи 2001 года составляет 1082 человека. Почтовый индекс — 44115. Телефонный код — 3366. Занимает площадь 1,807 км².